# فؤاد سفر
 فؤاد سليمان اللوس سفر (1911 - 1978) هو كاتب، وعالم آثار، ومنقب، وباحث عراقي، ولد في محافظة الموصل. أنهى دراسته الأبتدائية في مدرسة ماراتوما في عام 1928 وتخرج من الثانوية في عام 1931 حصل على البكالوريوس من كلية صفد في فلسطين، والماجستير من المعهد الشرقي التابع لجامعة شيكاغو.
عاد إلى العراق وعمل مدرساً محاضراً لمادة التاريخ القديم في دار المعلمين العلية في بغداد.
كان له الكثير من الأسهامات في في مجال الآثار وعلمه في العراق. إذ أسهم في تأسيس قسم الآثار في كلية الأداب بجامعة بغداد. وعين مديراً عاماً للآثار، وتولى تنقيب مدينة الحضر الأضرية.
كان عضواً في العديد من اللجان الوطنية والدولية الآثارية.
وله العديد من الكتب العربية، ومنها من ترجمها من الإنجليزية للعربية، وكذلك العديد من المقالات والدراسات والتقارير.
توفي في 9 يناير، 1978 في حادث سيارة، أثناء قيامه بواجباته العلمية في الأشراف على سير العمل في مشروع إنقاذ آثار حوض سد حمرين.
أقيم له تشييع مُهيب، شارك فيه سياسيون، وكبار المسؤولين في وزارة الثقافة والفنون، ووزارة الإعلام، وعدد من أساتذة جامعة بغداد والمؤسسات العلمية وممثلي المنظمات المهنية والشعبية، إلى جانب أفراد المؤسسة العامة للآثار.

## الحياة المُبكّرة والتعليم
ولد في مدينة الموصل في سنة 1913 وقيل سنة 1911 وأنهى دراسته الابتدائية في مدرسة مارتوما سنة 1928 والثانوية في ثانوية الموصل سنة 1931. ولقد نال شهادة ماتريكوليشن Matriculation الإنجليزية في كلية صفد الفلسطينية، ومن ثم حصل على شهادتي البكالوريوس والماجستير من المعهد الشرقي التابع لجامعة شيكاغو وعاد إلى العراق سنة 1938. وعمل مدرسا محاضرا لمادة التاريخ القديم في دار المعلمين العليا ببغداد سنة 1941، وفي الوقت نفسه كان موظفا في مديرية الاثار العامة. أسهم مع زملائه في تأسيس قسم الآثار بكلية الاداب جامعة بغداد خلال السنة الدراسية 1951 – 1952. وفي سنة 1956 أسندت اليه مفتشية التنقيبات الاثارية. وعين في سنة 1958 بمنصب مدير عام الآثار، وأشرف على رسائل جامعية في ميدان الآثار، وكان عضوا في لجان وطنية ودولية اثارية عديدة. كما أسهم في تحرير مجلة سومر التي تهتم بالآثار.
ومن المدن الأثرية التي أسهم فؤاد سفر في الكشف عن بقاياها الشاخصة، مدينة واسط وحسونة والعقير واريدو والحضر. وقد وضع عن هذه الأعمال التنقيبة دراسات عديدة. وله فضل الكشف عن بعض مشاريع الري القديمة في العراق، ولاسيما أعمال الري الآشورية ومنها منظومة سنحاريب الاروائية.

## السيرة الذاتيّة
فؤاد سليمان اللوس سفر، لا يوجد اتفاق على سنة ولادته إلا أن أدمون لاسو دقق ولادته في سجلات الكنيسة فوجد أنه ولد في شهر تشرين الأول/ أكتوبر 1911. أنهر دراسته الأبتدائية في مدرسة ماراتوما سنة 1928 والثانوية في عام 1931. وفي كلية صفد في فلسطين حصل على البكالوريوس والماجستير من المعهد الشرقي التابع لجامعة شيكاغو وعاد إلى العراق سنة 1938. وقد عمل مدرساً محاضراً لمادة التاريخ القديم في دار المعلمين العلية في بغداد سنة 1941، وفي الوقت نفسه كان موظفاً في مديرية الآثار العامة.

## إسهاماته
أسهم مع زملائه الآخرين في تأسيس قسم الآثار في كلية الأداب في جامعة بغداد خلال السنة الدراسية 1951- 1952. وفي سنة 1956 أسندت إليه مفتشية التنقيبات الأثارية. وفي سنة 1958 عين مديراً عاماً للآثار، أشرف على رسائل جامعية في ميدان الآثار، وكان عضواً في لجان وطنية ودولية أثارية عديدة. كما أسهم في تحرير مجلة سومر الأثارية.
عرف بين زملائه: طه باقر، وبشير فرنسيس، ومحمد علي مصطفى، وغيرهم بسعة الأطلاع. والثقافة الواسعة والحرص الشديد على آثار بلاده والرغبة الكبيرة في الكشف عن مكونات حضارة العراق وكنوزه. وتميزت التقارير التي كان يضعها عن نتائج التنقيبات التي يسهم فيها بالدقة والموضوعية، وقد نجح في الإشراف على أعمال التنقيب والصيانة التي قامت بها دائرة الأثار طيلة السنوات الأربعين من حياته العملية، وذلك لسعة معرفة ببعض اللغات الأجنبية كالإنجليزية واللغات القديمة كاللغة الأكدية واللغة الآرامية.
من أبرز جهوده هو تنفيذ سياسية عراقية مستقلة في ميدان التنقيب، بدأت بظهور الدولة العراقية الحديثة عام 1921. وتقوم هذه السياسة على فلسفة وطنية تأخذ بنظر الاعتبار أن يكون للعراقيين الأسبقية في التنقيب. ومن المدن التي أسهم فؤاد سفر في الكشف عن بقاياها الشاخصة، واسط وحسونة والعقير وأريدو والحضر. وقد وضع عن هذه الأعمال التنقيبية دراسات عديدة. وكان له الفضل في الكشف عن مشاريع الري القديمة في العراق، ولا سيما أعمال الري الآشورية ومنها منظومة سنحاريب الأروائية. ونشر دراسات عن التحريات الآثارية في مناطق مشاريع الري الكبرى في العراق وأعمال الأرواء التي قام بها سنحاريب في نينوى وأربيل.
وعندما أدركت مديرية الآثار العامة أهمية مدينة الحضر من الناحية التاريخية والأثرية، قررت القيام بأعمال تنقيب واسعة فيها، بدون ترك المجال للبعثات الأجنبية. ولم تجد غير فؤاد سفر من يتولى هذه المسؤولية، فكان رئيس البعثة التنقيبية الأولى التي اضطلعت بأعمال الحفر منذ بدء شهر آيار سنة 1952 وكان لهذه البعثة إنجازات هائلة، ضمن مواسمها التسعة التي استمرت حتى سنة 1971 حين نشر فؤاد سفر أحدث دراساته في مجلة سومر بعنوان كتابات الحضر، وتتكون هذه الكتابا من 12 نصاً جديداً، منها النص 291 وهو عبارة عن دعاء على كل من يسرق أداة من أدوات البناء المستخدمة في تشييد المعبد الكبير.

## العضوية
كان عضواً في العديد من اللجان الوطنية والدولية الآثارية ومنها:
- عضو اللجنة الوطنية للمتاحف الدولية.
- اللجنة الوطنية لصيانة المباني التاريخية الدولية.
- عضو اللجنة الدولية لإعادة الآثار المسلوبة من أوطانها.
- عضو اللجنة الوطنية للمطابقة الجيولوجية
- عضو لجنة إدارة المعهد الأثاري العراقي - الإيطالي.
- عضو لجنة التراث العالمي الثقافي والطبيعي.
- رئيس اللجنة الفنية في المؤسسة العامة للآثار.
- رئيس الهية الاستشارية لمشروع انقاذ حوض سد حمرين.
- عضو هيئة تحرير مجلة سومر والمشرف العام على الهيئات العلمية.

## أعماله
تولى أعمال التنقيب في مدينة الحضر، فكان رئيس البعثة التنقيبية الأولى التي اضطلعت باعمال الحفر منذ بدء شهر أيار سنة 1952 وكان لهذه البعثة انجازات هائلة، ضمن مواسمها التسعة التي استمرت حتى سنة 1971 حين نشر فؤاد سفر احدث دراساته في مجلة سومر بعنوان (كتابات الحضر) وتتكون هذه الكتابات من (12) نصا جديدا، منها النص (291) وهو عبارة عن دعاء على كل من يسرق أداة من أدوات البناء المستخدمة في تشييد المعبد الكبير.

## مؤلفاته
لفؤاد سفر مؤلفات عديدة، باللغتين العربية والإنجليزية، ومنها:
- واسط (نشره في القاهرة سنة 1952)
- آشور (طبع ببغداد سنة 1960)
- المرشد إلى مواطن الآثار والحضارة (مع طه باقر عام 1962)
- صيانة الأبنية الأثارية (مع صادق الحسني 1965)
- عاجيات نمرود[3]

وترجم العديد من الكتب منها:
- الإنسان في فجر حياته
- المنازل الفرشية

فضلاً عن العديد من المقالات والدراسات والتقارير.

## الوفاة
توفي فؤاد سفر في 9 كانون الثاني/يناير، 1978، أثر حادث سيارة، بين طريق بعقوبة - المقدادية اثناء قيامه بواجباته العلمية في الأشراف على سير العمل في مشروع إنقاذ آثار حوض سد حمرين.

## تشييعه
أقيم له تشييع، في صباح يوم الثلاثاء المصادف 10 يناير/كانون الثاني، 1978، شارك فيه طارق عزيز، عضو القيادة القومية لحزب البعث العربي الاشتراكي عضو مجلس قيادة الثورة وكبار المسؤولين في وزارة الثقافة والفنون ووزارة الإعلام، ولفيف من أساتذة جامعة بغداد والمؤسسات العلمية وممثلي المنظمات المهنية والشعبية إلى جانب عائلة فؤاد سفر وأسرته ومنتسبي المؤسسة العامة للآثار.

## شخصيته
كان مثقفاً واسع المعرفة، تميزت شخصيته بالهدوء والرزانة، وكان يتمتع بشعور وجداني، ومتزناً في مناقشاته العلمية ومتأنياً في مقرراته الفنية.

## استذكار
في يوليو 2018 أستذكر بيت المدى فؤاد سفر.